# Општина Морарешти (Арђеш)
Морарешти (рум. Morărești) општина је у Румунији у округу Арђеш.
Oпштина се налази на надморској висини од 541 m.